# Big Five (fauna africana)

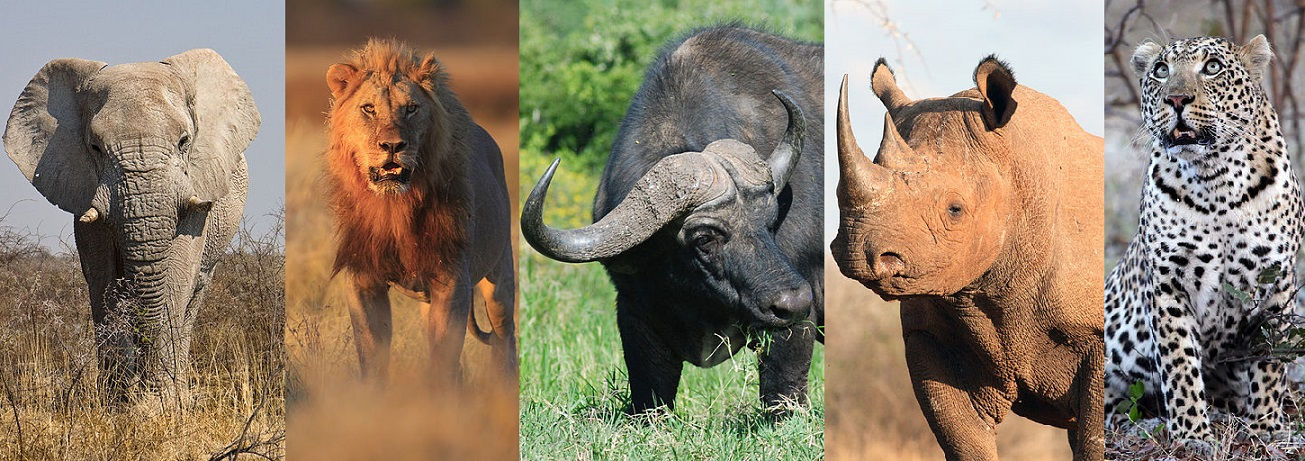
I cinque Big Five: elefante, leone, bufalo, rinoceronte e leopardo.

L'espressione inglese Big Five (i "grandi cinque") si riferisce a cinque grandi animali della savana africana: leone, leopardo, rinoceronte, elefante africano, bufalo africano.

## Storia del termine
L'espressione ebbe origine nella cultura del safari, inteso come battuta di caccia, e si riferiva non ai cinque più grandi animali africani, ma bensì ai cinque animali più pericolosi da cacciare e, di conseguenza, ai cinque trofei più ambiti dai cacciatori.
L'espressione sembrerebbe essere stata introdotta in Sudafrica, ma è diffusa in tutta l'Africa nei grandi parchi nazionali (Tanzania, Kenya, Botswana, Zimbabwe, ecc.). Oggi ci si riferisce a questi cinque animali come a trofei ambiti sia nel contesto dei safari di caccia che di quelli fotografici.

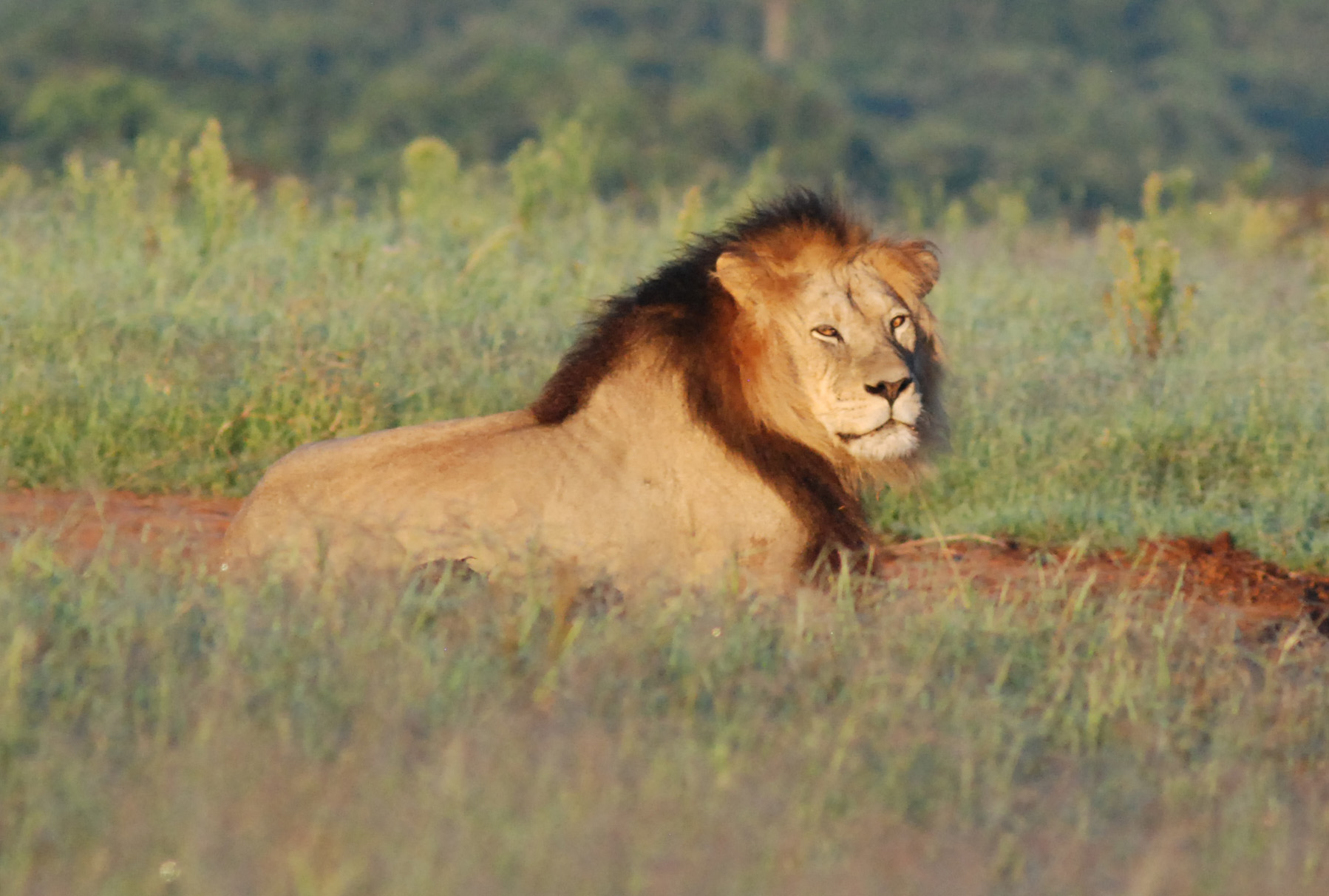
Leone (Panthera leo).
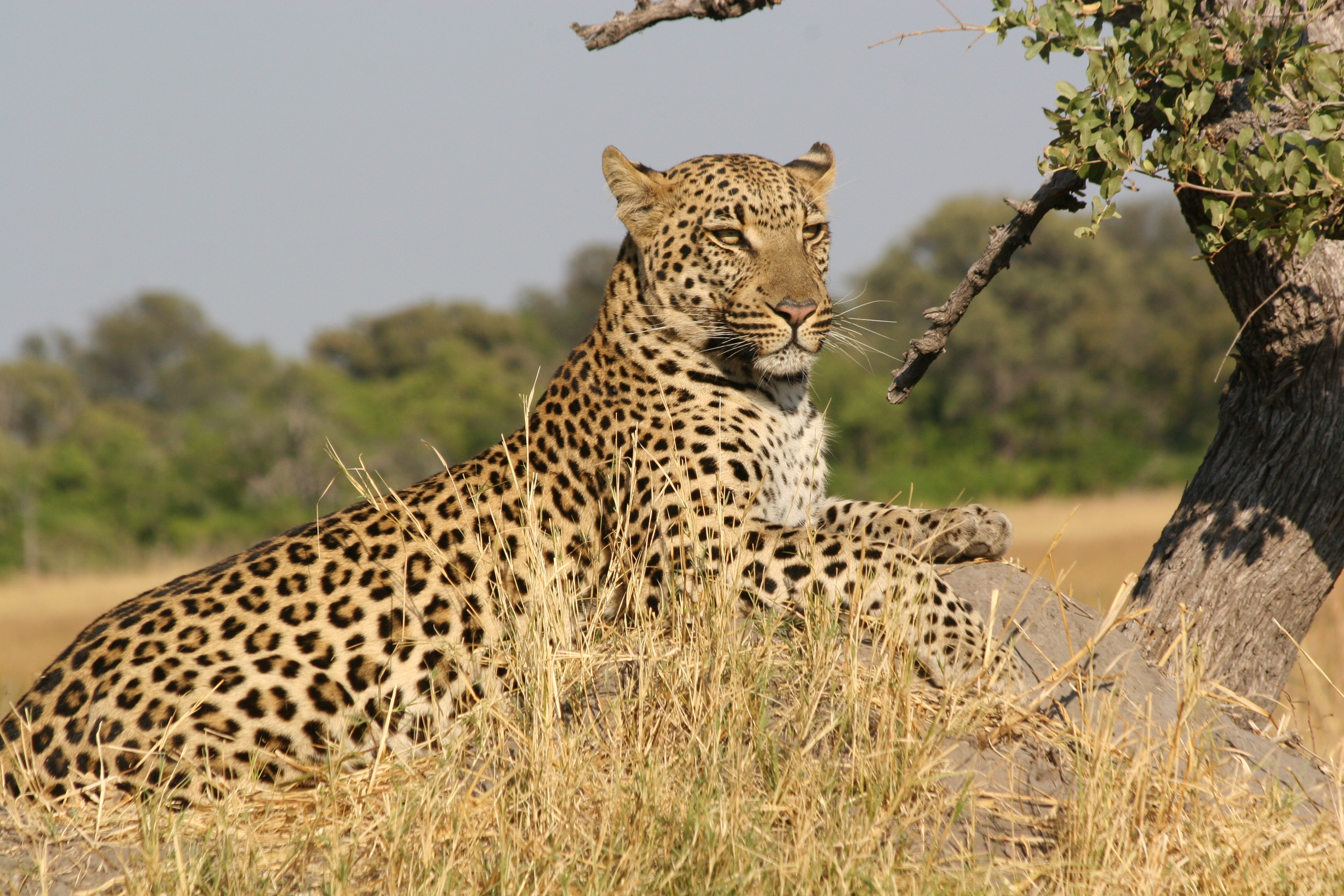
Leopardo (Panthera pardus).
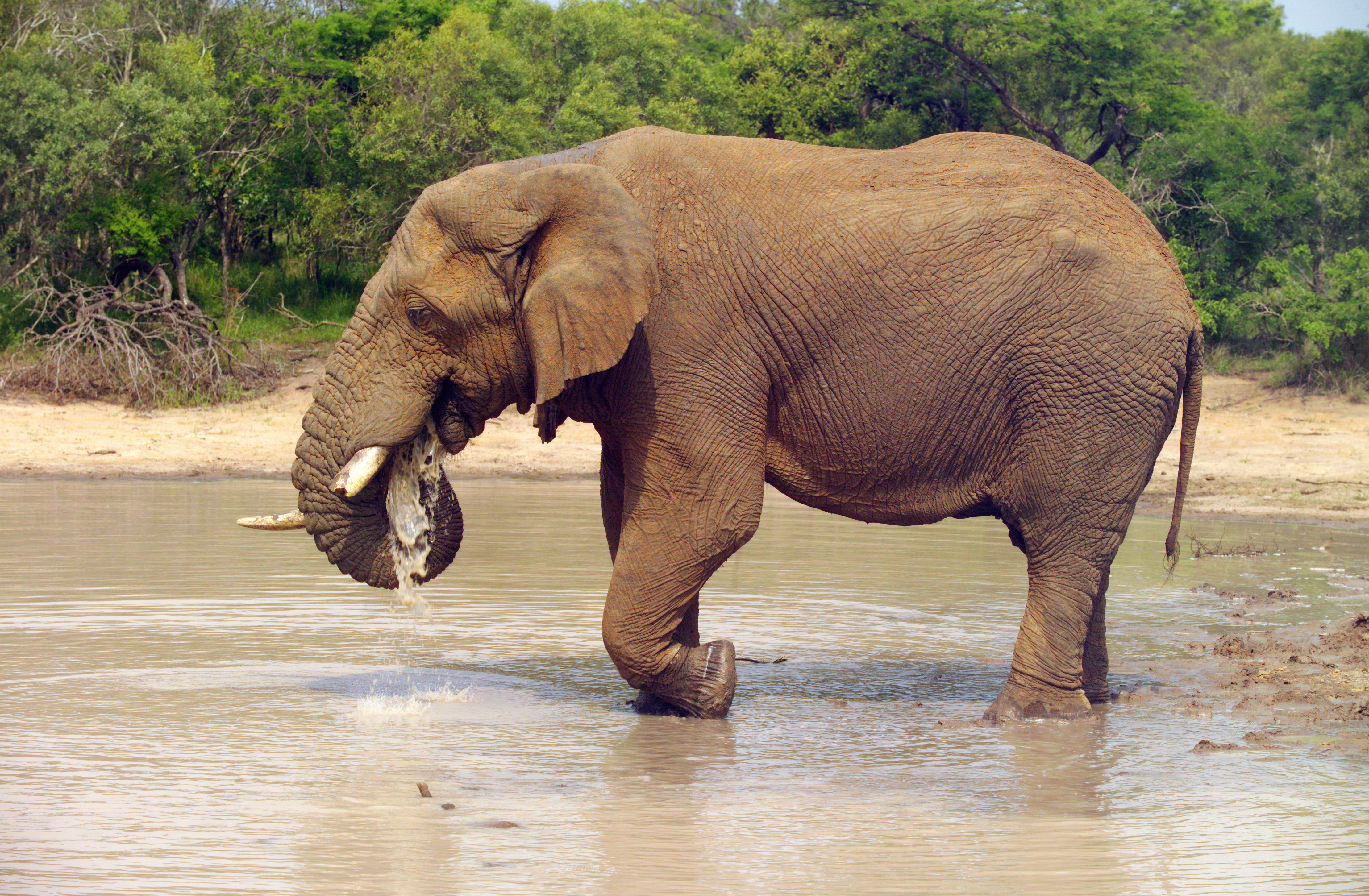
Elefante (Loxodonta africana).
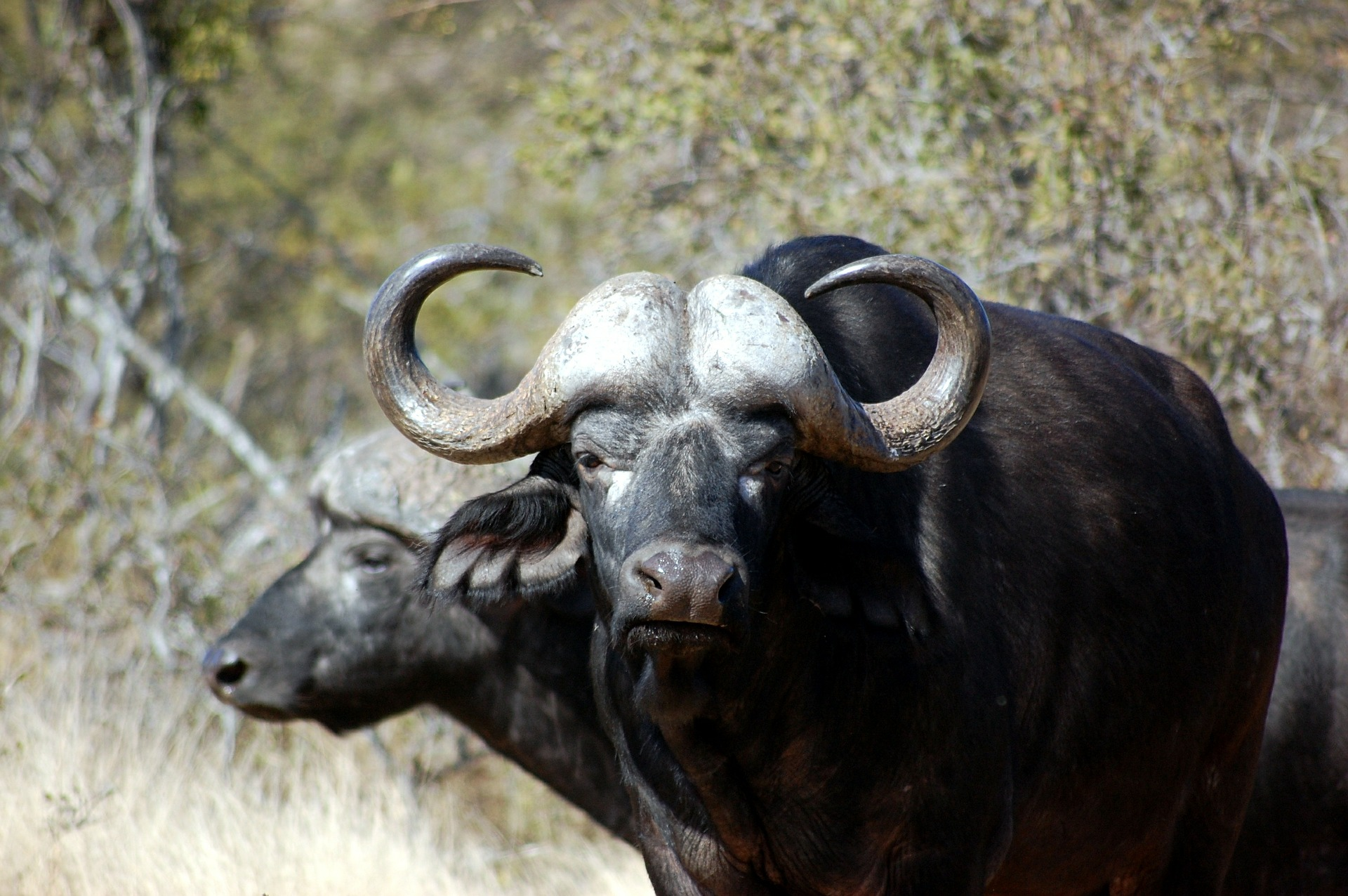
Bufalo (Syncerus caffer).
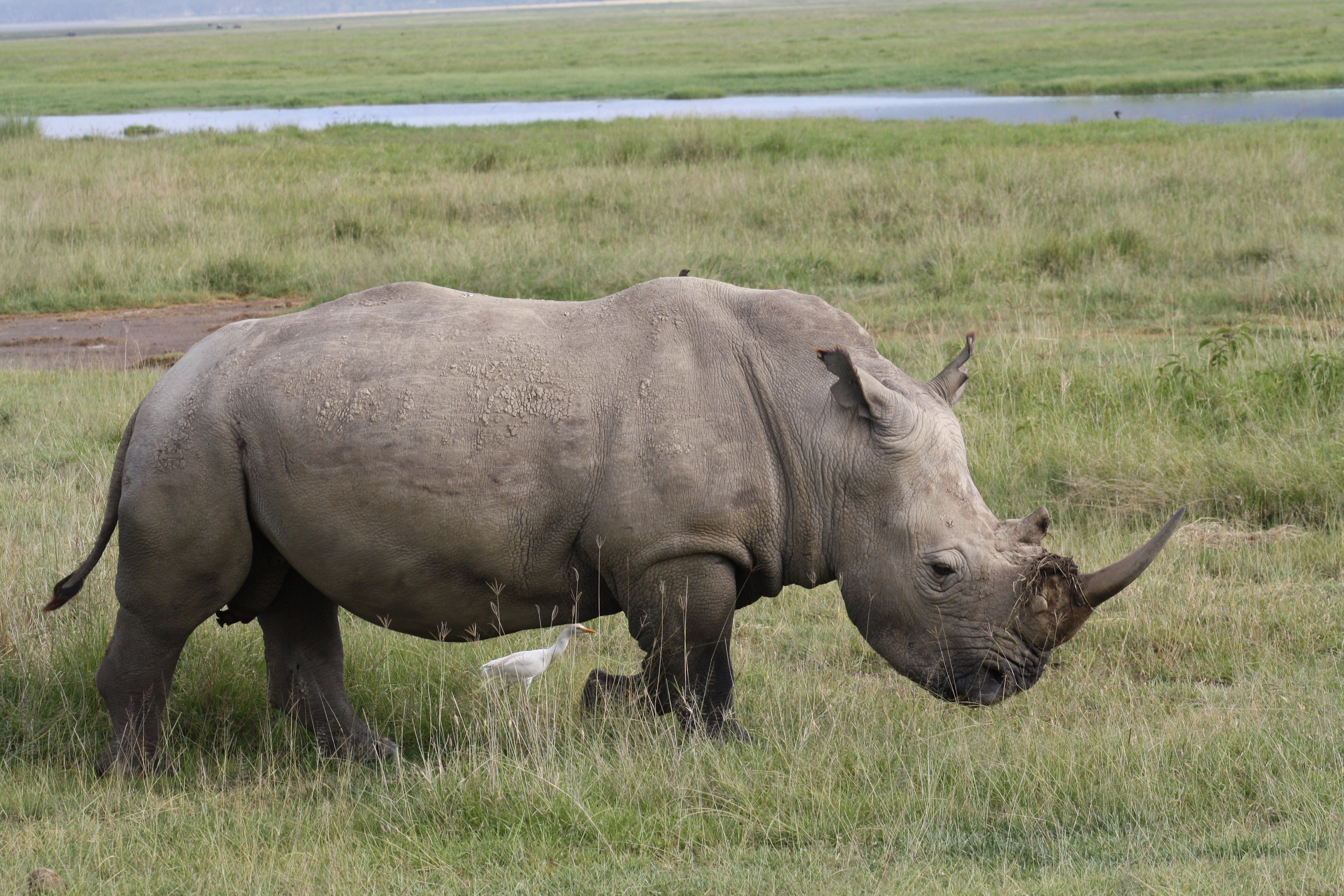
Rinoceronte (Ceratotherium simum/Diceros bicornis).

## I Big Five

### Leone

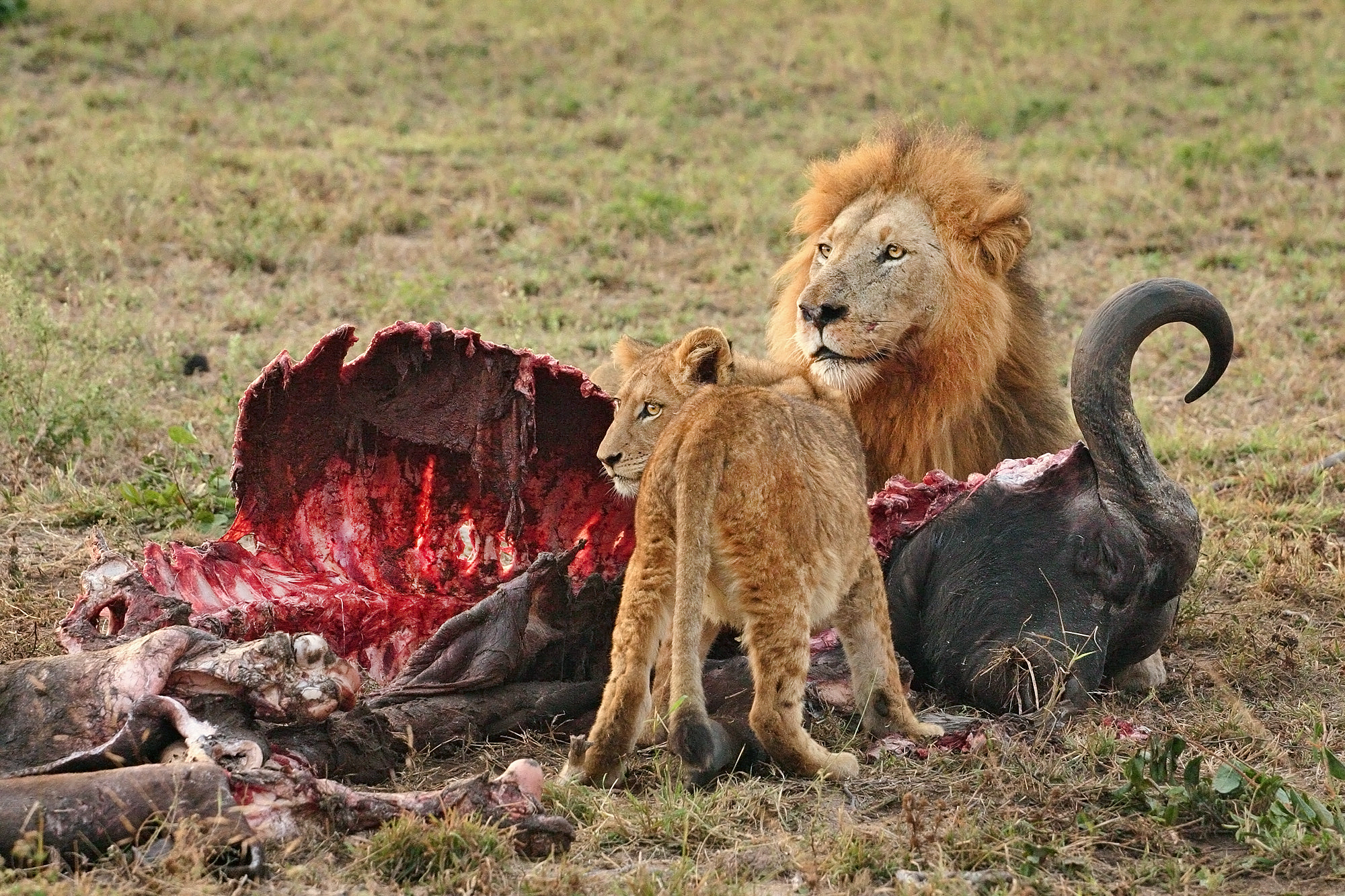
Un leone maschio e il suo cucciolo mentre divorano un bufalo ucciso.

Il leone (Panthera leo) è il più grande mammifero predatore del continente africano: i maschi pesano solitamente 190 kg, mentre le femmine pesano 130 kg. Un tempo veniva chiamato "il re della foresta": tale soprannome però è sbagliato, in quanto l'habitat del leone non è la foresta pluviale africana, ma la savana; alcuni leoni africani abitano anche le zone desertiche del Namib, dove cacciano difficilmente a causa della profondità della sabbia. I leoni preferiscono solitamente cacciare grandi prede, come bufali, zebre, gnu, antilopi o addirittura giraffe: non esitano cacciare anche ippopotami, rinoceronti deboli, feriti, vecchi o malati o piccoli di elefante. Questi felini non sono noti cacciare le gazzelle, cacciate invece dai ghepardi, per il motivo che una gazzella, essendo molto più piccola di un leone, non basterebbe a sfamare un intero branco: inoltre, la gazzella, essendo più veloce del leone, ha molte probabilità di riuscire a sfuggire a un attacco di quest'ultimo: tuttavia, le gazzelle vengono cacciate dai leoni solo se quest'ultimi non sono più in grado di afferrare o di uccidere le prede più grandi (magari per qualche rottura di un artiglio o di un canino), accontentandosi così di prede più piccole. Come tutti i felini, i leoni sferrano alle loro prede il tipico morso alla gola per ucciderle, essendo il punto debole della preda, in modo da spezzarle la trachea e farla morire dissanguata: la lingua, estremamente ruvida, è adatta per raschiare la carne dalle ossa. Il leone, di solito, domina su tutti gli altri predatori africani: infatti, spesso uccide i cuccioli di leopardo, ghepardo, licaone o iena o anche gli esemplari adulti malati o feriti di quest'ultimi: i leoni tendono anche a rubare le prede dei leopardi, che spesso le nascondono sugli alberi per evitare che leoni o iene gliele rubino (anche se il leone è anche un ottimo arrampicatore, mentre le iene non sanno arrampicarsi). A volte, leoni e iene vanno in competizione per il cibo, combattendo anche fra loro: i leoni spesso rubano alle iene le loro prede, ma a volte può succedere anche l'esatto contrario.

### Leopardo

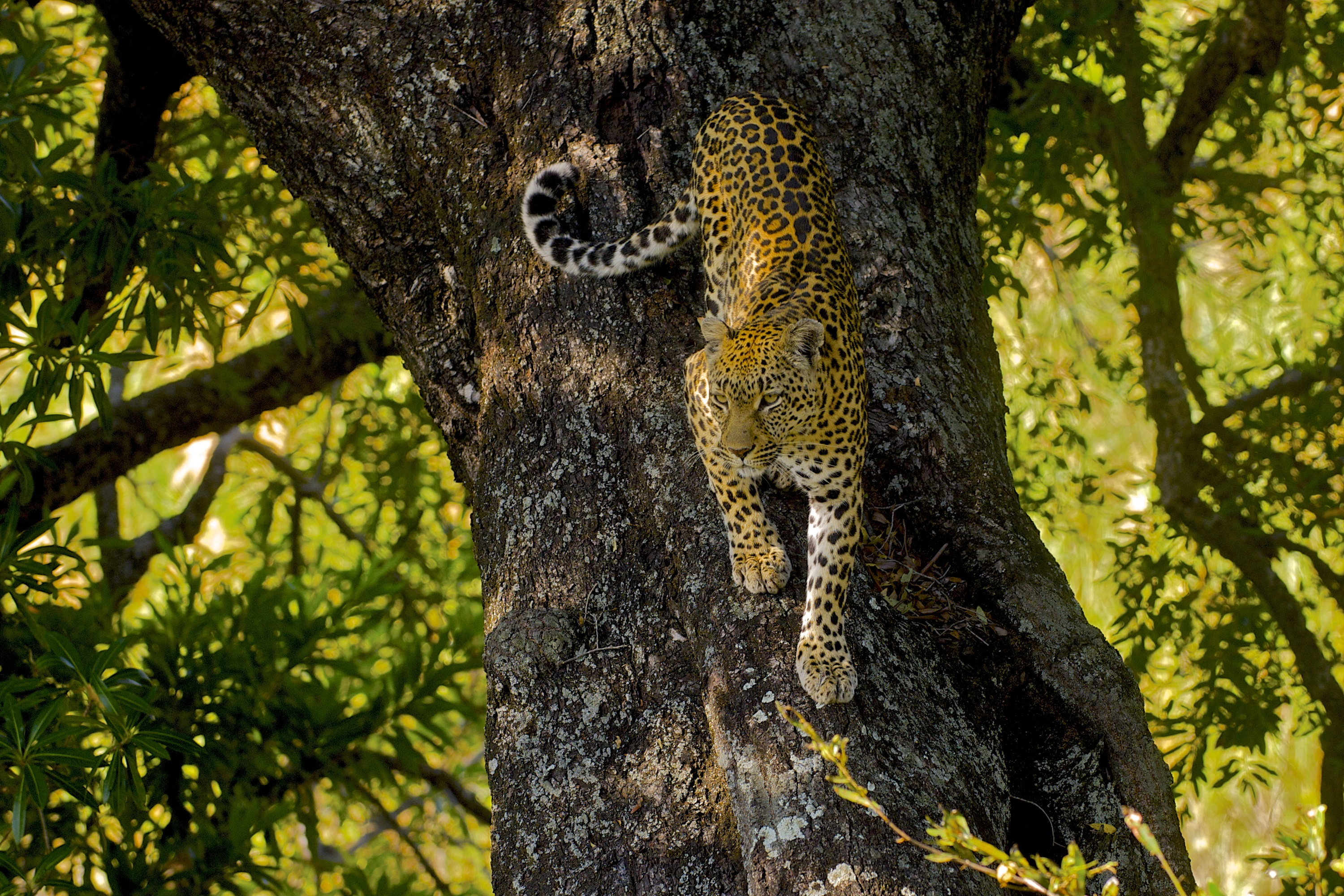
Una femmina di leopardo mentre scende da un albero.

Il leopardo (Panthera pardus) è tra i "grossi cinque" quello di dimensioni minori: i leopardi maschi che abitano le montagne costiere del Sudafrica pesano circa 31 kg; le femmine che abitano alcune zone della Somalia raggiungono un peso che va dai 23 ai 27 kg. Predilige le praterie, la savana alberata e il deserto, e a differenza del leone, predilige anche le foreste pluviali. La sua dieta comprende mammiferi di taglia medio-grande come gazzelle, babbuini, facoceri, impala, gnu, ecc.: nelle foreste pluviali, può anche uccidere piccoli di gorilla: sono però stati trovati anche esemplari adulti di quest'ultimi uccisi con ferite probabilmente causate da un leopardo. A volte, per uccidere la preda da loro scelta, questi felini molto agili si arrampicano silenziosamente sugli alberi, per poi sferrare un attacco letale dall'alto: per il leopardo, gli alberi costituiscono anche una via di fuga o anche un posto sicuro dove poter nascondere le prede da lui uccise e divorarle in tranquillità. Anche il leopardo, così come il leone, costituisce una grande minaccia per i cuccioli di altri predatori come iene, licaoni o ghepardi: uccide anche i leoncini. I leopardi dominano sui ghepardi e spesso gli rubano le loro prede, così come altri predatori più forti: gli esemplari deboli di leopardo possono anche diventare un bersaglio facile per leoni e iene (quest'ultime a volte li sottraggono delle loro prede). Spesso i leopardi vengono inseguiti dai branchi di licaoni e perciò si rifugiano sugli alberi: i licaoni però, così come le iene, possono anche "saltare" per far ritornare giù il bersaglio, non avendo la capacità di arrampicarsi. I leopardi però sono noti anche uccidere esemplari di licaoni deboli, malati o feriti. Un altro grande nemico del leopardo è il babbuino, che sebbene a volte cada preda del grande felino, può anche mettere alle strette o mettere in fuga (se è in gruppo) un leopardo: questi casi avvengono principalmente quando quest'ultimo va a caccia di queste scimmie.

### Elefante africano

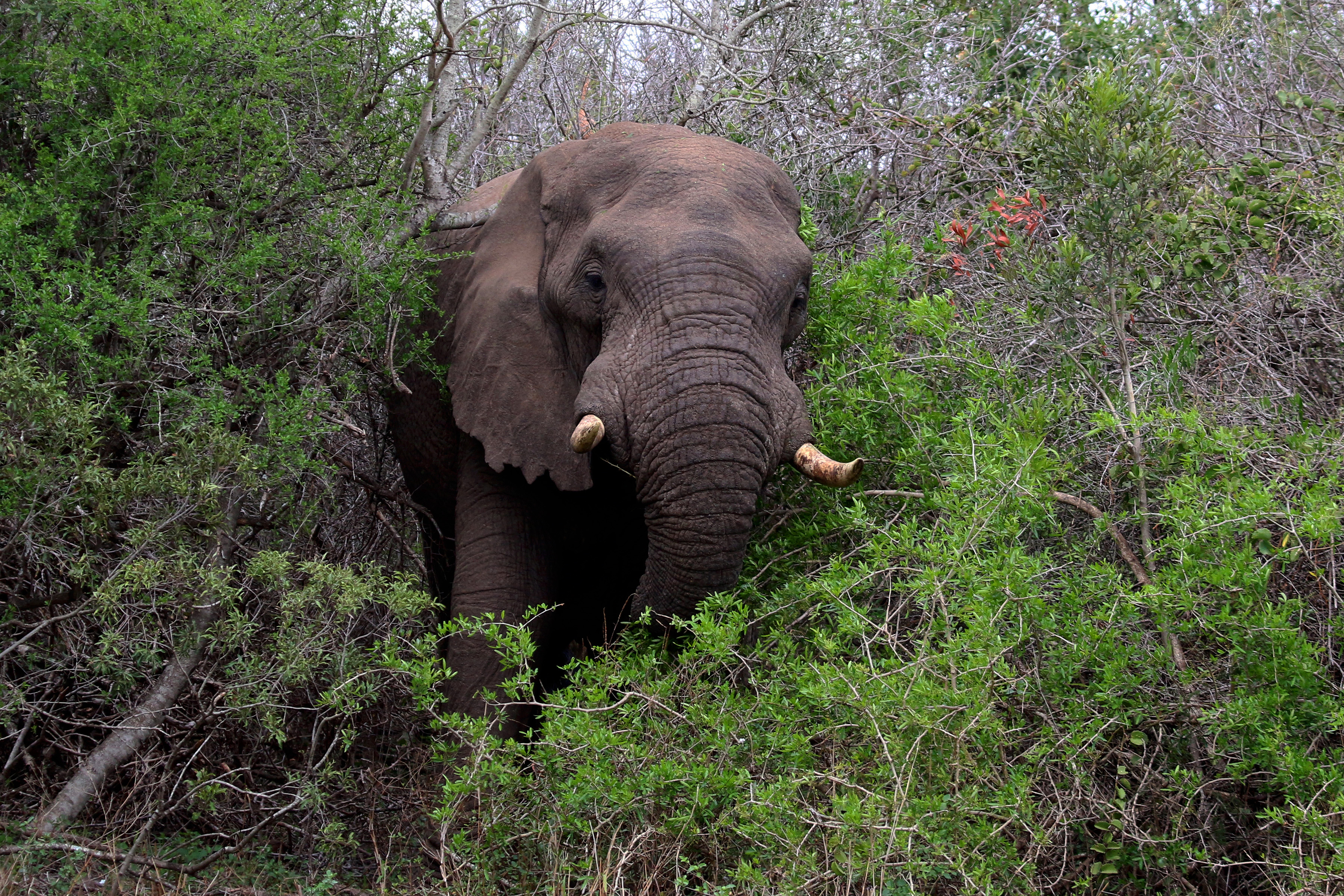
Un elefante africano che emerge dalla boscaglia.

L'elefante africano (Loxodonta africana) è il più grande dei "grossi cinque", nonché il mammifero terrestre più grande di tutti: può pesare 6 tonnellate ed è alto alla spalla circa 3,3 m. Le sue enormi orecchie, oltre a garantirgli un udito molto fine, lo aiutano anche a disperdere il calore: vive principalmente nelle savane, nelle foreste pluviali (in questo caso, si fa riferimento all'elefante africano delle foreste, non riconosciuto come sottospecie dell'elefante africano) e anche in zone desertiche. Questo gigantesco erbivoro necessita di un ricco pasto quotidiano, generalmente costituito dalle graminacee, ma anche da fogliame, frutti o persino corteccia. Le grandi mandrie di questo animale comprendono circa 70 esemplari guidati di solito dalla femmina più anziana, la matriarca, che guida la mandria in cerca di cibo e acqua: la proboscide presenta molti muscoli, mentre le zanne possono superare il metro e mezzo di lunghezza. Ama molto l'acqua, rinfrescandosi e pulendosi spesso: beve attraverso la proboscide, con cui raccoglie parecchi litri d'acqua (in questo modo, può spruzzarsi tutta l'acqua raccolta nella proboscide a mo' di doccia anche per rinfrescarsi). Un elefante adulto non ha nemici naturali, se non l'uomo, a differenza dei piccoli, che vengono spesso cacciati da leoni, iene o leopardi: gli elefanti adulti, però, reagiscono aggressivamente in caso i loro piccoli vengano attaccati e la difesa dei cuccioli può essere quindi uno dei tanti motivi per cui l'elefante africano tende ad essere aggressivo non solo verso gli altri predatori, ma anche verso l'uomo: infatti, gli elefanti africani sono molto più resistenti all'addomesticamento rispetto ai loro cugini asiatici. L'uomo però rimane il maggior nemico di questo animale e spesso uccide illegalmente gli elefanti per il materiale pregiato di cui sono fatte le sue zanne, l'avorio, che viene poi trasportato altrove, in modo che venga poi usato e lavorato per costruire gioielli, suppellettili e oggettistica per la casa.

### Bufalo nero

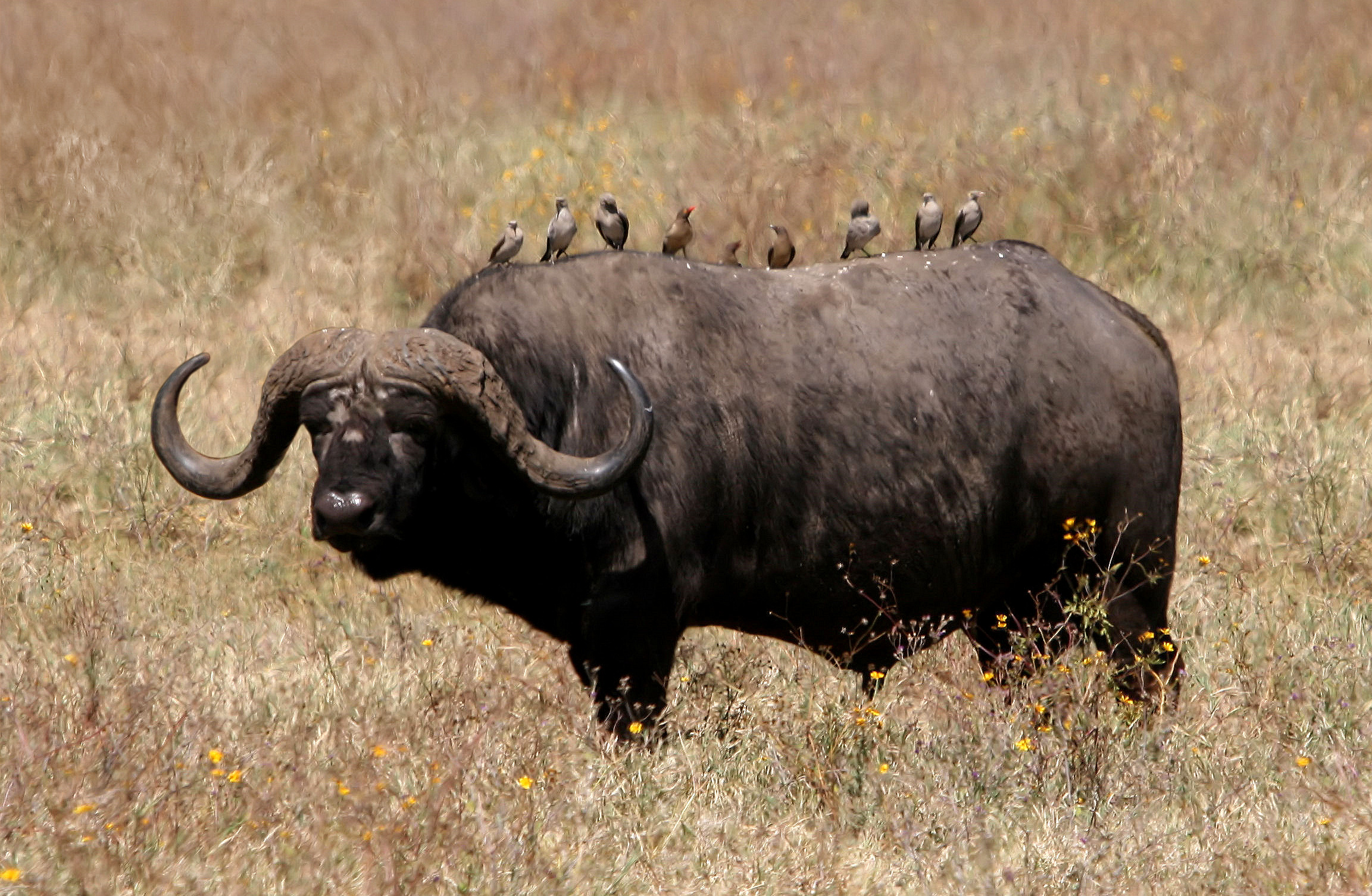
Un bufalo nero con bufaghe che gli rimuovono i parassiti.

Il bufalo nero (Syncerus caffer) è un bovino selvatico di notevoli dimensioni: il suo peso può arrivare a quasi 1 tonnellata e le sue corna che si congiungono sul suo capo superano il metro di lunghezza. L'unico habitat in cui vive è la savana africana (tuttavia, una sua sottospecie detta Syncerus caffer nanus, meglio nota come 'bufalo di foresta' o 'bufalo nano', abita gli ecosistemi tropicali ed equatoriali dell'Africa centrale): le mandrie di questi bovini, solitamente composte da 400 individui, si spingono alla ricerca di pascoli verdi soprattutto durante la stagione delle piogge. Durante il periodo dell'accoppiamento, i maschi lottano fra loro: in questi scontri, lo scudo cefalico formato dalle corna del bufalo ha una grande importanza nel respingere l'altro avversario. Come gli elefanti e i rinoceronti, il bufalo nero ama fare il bagno nell'acqua e nel fango, e in questo modo riesce a liberarsi dei parassiti (spesso rimossi dalle bufaghe o dagli aironi guardabuoi) e a garantire la termoregolazione. Spesso il bufalo nero viene considerato uno degli animali più aggressivi del continente africano poiché, quando viene provocato, carica violentemente con le sue poderose corna: in questo modo, un bufalo nero può mettere in fuga anche un leone. Infatti, questi felini non esitano ad attaccare i piccoli di bufalo o gli esemplari vecchi, malati o feriti, ma vengono scacciati via con aggressività dagli esemplari in buona salute (in alcuni casi, i bufali possono anche uccidere l'aggressore): questi bovini possono anche divenire vittima dei coccodrilli.

### Rinoceronte

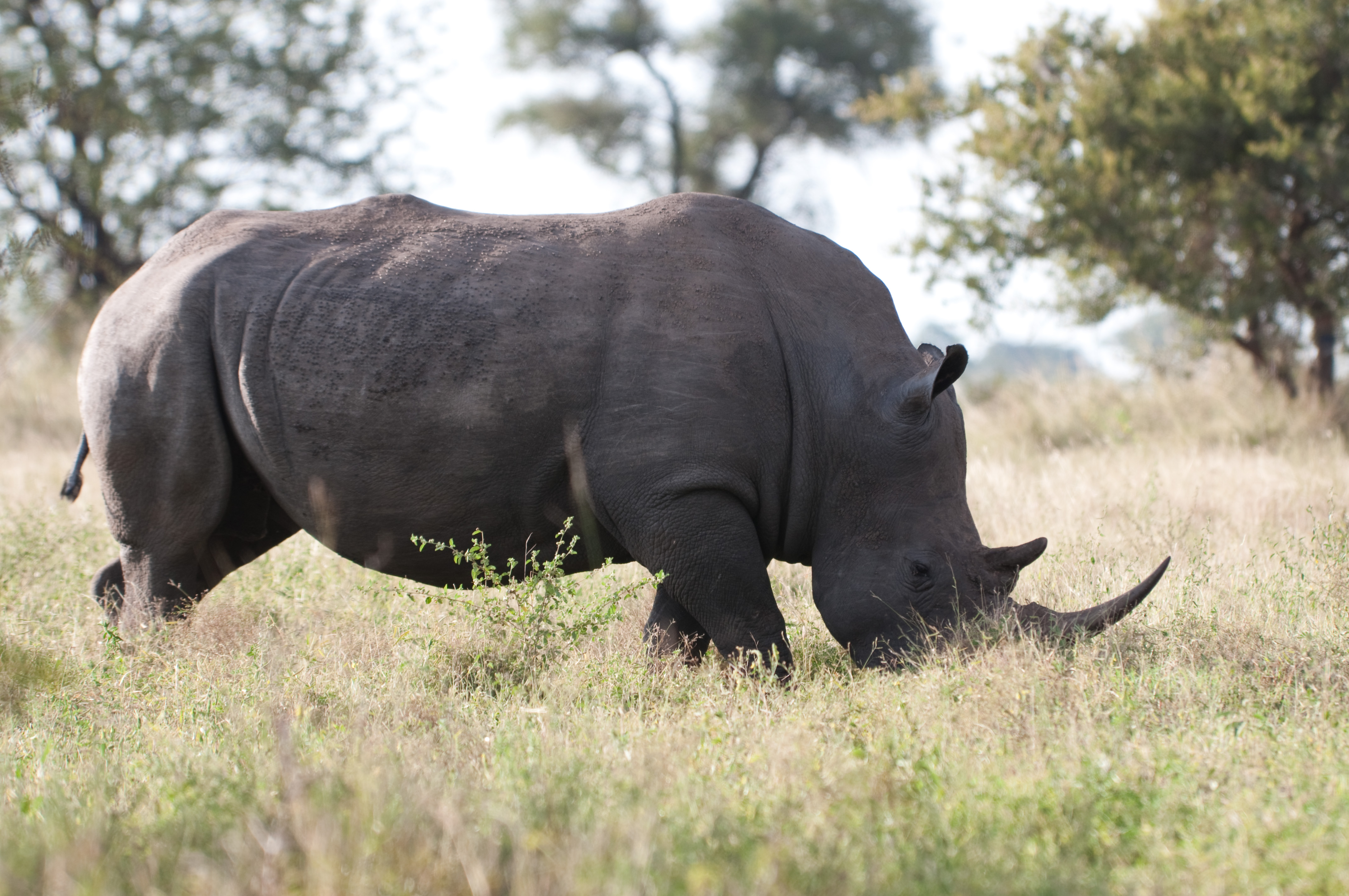
Un rinoceronte bianco mentre pascola.

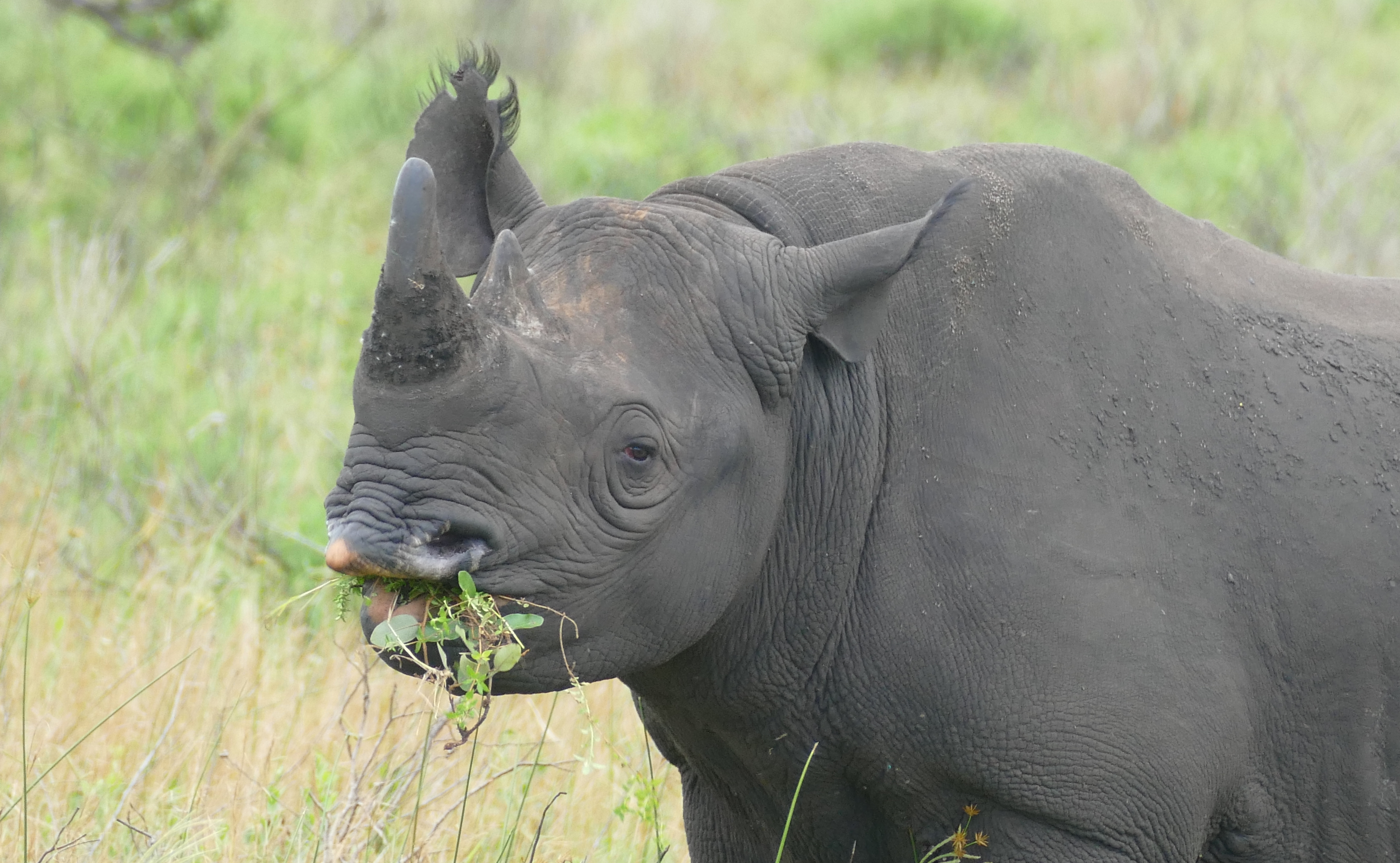
Un rinoceronte nero mentre bruca.

Il rinoceronte bianco (Ceratotherium simum) è, dopo l'elefante africano e l'elefante asiatico, il più grande animale terrestre: può raggiungere un peso di 4 t e il suo corno raggiunge i 170 cm di lunghezza. Nonostante il suo nome, questo gigantesco animale non è bianco: il termine bianco deriva da un'errata traduzione della parola wide, con la pronuncia simile a white ("bianco" in inglese): la parola wide è stata anche confusa con l'aggettivo wyd ("largo" in afrikaans, riferito alla larghezza delle labbra del rinoceronte). Le grandi savane africane sono l'habitat naturale del rinoceronte bianco e le mandrie di questo erbivoro generalmente superano i 10 individui: il rinoceronte bianco non ha nemici naturali a causa della sua stazza e i piccoli a volte riescono a fuggire agli attacchi di predatori come leoni o iene, correndo davanti alla madre, che reagisce aggressivamente: il rinoceronte bianco, però, è abbastanza pacifico con gli umani. In passato, il rinoceronte bianco meridionale si è trovato a critico rischio d'estinzione, con solo 25-30 esemplari rimasti, ma negli anni '60, "Operazione Rinoceronte" riuscì con successo nell'intento di riabilitazione dei rinoceronti bianchi meridionali. Non fu così invece per il rinoceronte bianco settentrionale: negli anni '70 ne esistevano circa 500 esemplari, ma nel 2006, la caccia eccessiva ha portato la popolazione a ridursi a 5-10 esemplari: nel 2009, i tre rinoceronti bianchi settentrionali rimasti vennero trasferiti alla riserva privata di Ol Pejeta, in Kenya, ma il tentativo di riabilitazione degli unici esemplari rimasti in natura fu inutile. L'ultimo maschio rimasto di rinoceronte bianco settentrionale rimasto, Sudan, morì di vecchiaia nel marzo del 2018: la causa fu anche una grave malattia che da tempo lo aveva colpito. Sono rimaste soltanto 2 femmine in natura, che non possono riprodursi a causa dell'assenza di maschi. Il rinoceronte nero (Diceros bicornis) è di dimensioni minori rispetto al parente bianco: può pesare dai 800 ai 1400 kg. I due corni sono costituiti di cheratina e il corno frontale, che supera il metro di lunghezza, è più lungo di quello del rinoceronte bianco. A differenza di quest'ultimo, il rinoceronte nero non è un animale da pascolo (cioè che si sposta alla ricerca di cibo insieme ad altri suoi simili), ma un animale che bruca fogliame e germogli: le sue grandi orecchie gli permettono di sentire sia possibili minacce che i richiami di altri suoi simili da tanti km di distanza. Rispetto al parente bianco, il rinoceronte nero è di indole più aggressiva ed imprevedibile sia verso i predatori che verso gli uomini, e per questa sua caratteristica, riescono a riprenderlo o fotografarlo da vicino difficilmente; un tempo, il rinoceronte nero era la specie di rinoceronte più diffusa: intorno al 1900, ce n'erano centinaia di migliaia. Il loro numero, però, si è ridotto drasticamente, passando da 70.000 esemplari, poi 15.000 e successivamente sotto i 2500 agli inizi degli anni '90. Tuttavia, secondo la International Rhino Foundation, la popolazione di rinoceronti neri rimasti in Africa è aumentata di 3610 esemplari nel 2003.

## I Big Seven
L'espressione Big Seven viene talvolta usata per indicare i "grandi cinque" oltre a due grandi animali acquatici, vale a dire la balena e lo squalo bianco. L'unico parco al mondo a ospitare i Big Seven nel loro habitat naturale è il Parco nazionale Addo Elephant, in Sudafrica.

## Numismatica
Il retro di ogni differente taglio delle banconote della valuta sudafricana (il rand) raffigura un animale di questo gruppo, mentre dal 2012 sul fronte è raffigurato il volto di Nelson Mandela.